# Ted Gioia
Ted Gioia (Palo Alto, 21 de octubre de 1957) es un crítico de jazz e historiador musical estadounidense, reconocido por los libros La Historia del Jazz y Delta Blues, ambos seleccionados como libros notables del año por el New York Times. También es músico de jazz y fundador del programa de estudios jazzísticos de la Universidad de Stanford. Ha escrito otros libros sobre música como West Coast Jazz (1992), Healing Songs (2006) and Work Songs (2006).  
Tres de sus libros han sido galardonados com el premio Deems Taylor de la American Society of Composers, Authors and Publishers. En 2006, Gioia fue el primero en revelar, en un artículo para Los Angeles Times, los archivos del FBI sobre el autor y folclorista Alan Lomax. Actualmente participa en el portal jazz.com y también publica reseñas sobre ficción contemporánea.
Gioia es un pianista y compositor entre cuyas obras se encuentran The End of the Open Road (1988), Tango Cool (1990) and The City is a Chinese Vase (1998).  Posee grados de las universidades de Stanford y Oxford y es dueño de una de las colecciones más grandes de material de investigación sobre jazz y música étnica en los Estados Unidos.

## Obras
- Gioia, Ted. The Imperfect Art: Reflections on Jazz and Modern Culture (New York: Oxford University Press, 1988). Portable Stanford edition published in 1988.
- Gioia, Ted. The History of Jazz (New York: Oxford University Press, 1997). Traducción al español como Historia del Jazz, publicada en 2002 por Fondo de Cultura Económica.
- Gioia, Ted. West Coast Jazz: Modern Jazz in California 1945-1960 (New York: Oxford University Press, 1992). Revised edition published by University of California Press, 1998.
- Gioia, Ted. Work Songs. (Durham: Duke University Press, 2006).
- Gioia, Ted. Healing Songs. (Durham: Duke University Press, 2006).
- Gioia, Ted. “The Red Rumor Blues:  Newly Released Files Reveal A Long-Running FBI Probe Into Music Chronicler Alan Lomax,”  Los Angeles Times, April 23, 2006.
- Gioia, Ted. Love Songs. The hidden history (New York: Oxford University Press, 2015).
- Haven, Cynthia. "Changing His Tune: A Jazz Expert Turns to Simpler Songs" -- an interview with Ted Gioia (Stanford Magazine, March / April 2007)
- Sohmer, Jack.  Review of Ted Gioia's The History of Jazz (Jazz Notes, 1999)
- Yardley, Jonathan.  "All the Right Notes."  The Washington Post (Sunday, November 30, 1997; Page X03)
- Gioia, Ted. The Jazz Standards: A Guide to the Repertoire, Oxford University Press, 2012.
- Gioia, Ted. How to listen to jazz (Basic Books – Perseus Books Group, 2016)

## Ediciones en español
- Gioia, Ted. La historia del Jazz. Ediciones Turner y Fondo de Cultura Económica, 2002. ISBN España 84-7506-536-8. ISBN México 968-16-6646-1
- Gioia, Ted. Blues. La música del Delta del Mississippi. Ediciones Turner, 2010. ISBN España 978-84-7506-881-7.
- Gioia, Ted. El canon del jazz. Los 250 temas imprescindibles. Ediciones Turner, 2013. ISBN España  978-84-15832-02-7.
- Gioia, Ted. Canciones de amor. Ediciones Turner, 2016. ISBN España 978-84-15832-20-1.
- Gioia, Ted. Cómo escuchar jazz (Ediciones Turner, 2017)